# Canis lupus cristaldii
Il lupo siciliano (Canis lupus cristaldii Angelici & Rossi, 2018) era una sottospecie di lupo grigio endemico della Sicilia. Dal manto più chiaro rispetto al lupo appenninico e paragonabile per dimensioni all'odierno lupo arabo e all'estinto lupo giapponese, si estinse a causa della persecuzione umana negli anni venti del ventesimo secolo, sebbene esistano segnalazioni fino agli anni settanta. Fu riconosciuto come sottospecie distinta dal lupo grigio appenninico nel 2018, tramite esami morfologici dei pochi esemplari imbalsamati conosciuti e di un cranio, insieme a un'analisi del DNA mitocondriale dei reperti.

## Etimologia
Il nome trinomiale è in onore dello zoologo Mauro Cristaldi.
In lingua siciliana, il lupo maschio è lupu, la femmina lupa e il cucciolo lupacchiu o lupacchiolu, mentre i termini lupazzu e lupiceddu sono rispettivamente un peggiorativo e un diminutivo. Nomi regionali di origine galloitalica includono dàuv in San Fratello, ddùvu in Nicosia e lup in Piazza Armerina.

## Descrizione e areale
Il lupo siciliano era una sottospecie esile dagli arti brevi, caratterizzata da una pelliccia di color tenné chiaro. La striscia scura tipica degli avambracci del lupo appenninico era assente o poco definita. Gli esemplari adulti tassidermizzati conosciuti hanno una lunghezza media di 105.4 cm e una altezza media alla spalla di 54.6 cm.
Viveva di norma da solo o in coppia nelle macchie delle valli montuose. Secondo Francesco Minà Palumbo, non scavava le proprie tane, e cacciava soprattutto di sera, tranne quando la fame lo spingeva a cacciare di giorno. In tale caso, si spingeva presso i centri abitati, sebbene temesse l'uomo. Palumbo lo descrisse inoltre come un animale poco astuto, ma feroce nel difendersi.
L'areale del lupo siciliano comprendeva tutta l'isola, in particolare la zona di Palermo, i boschi attorno all'Etna, i Peloritani, i Nebrodi, le Madonie, i Monti Sicani, e Ficuzza. Era anche presente più a sud, nei Monti Erei e Iblei.

## Storia

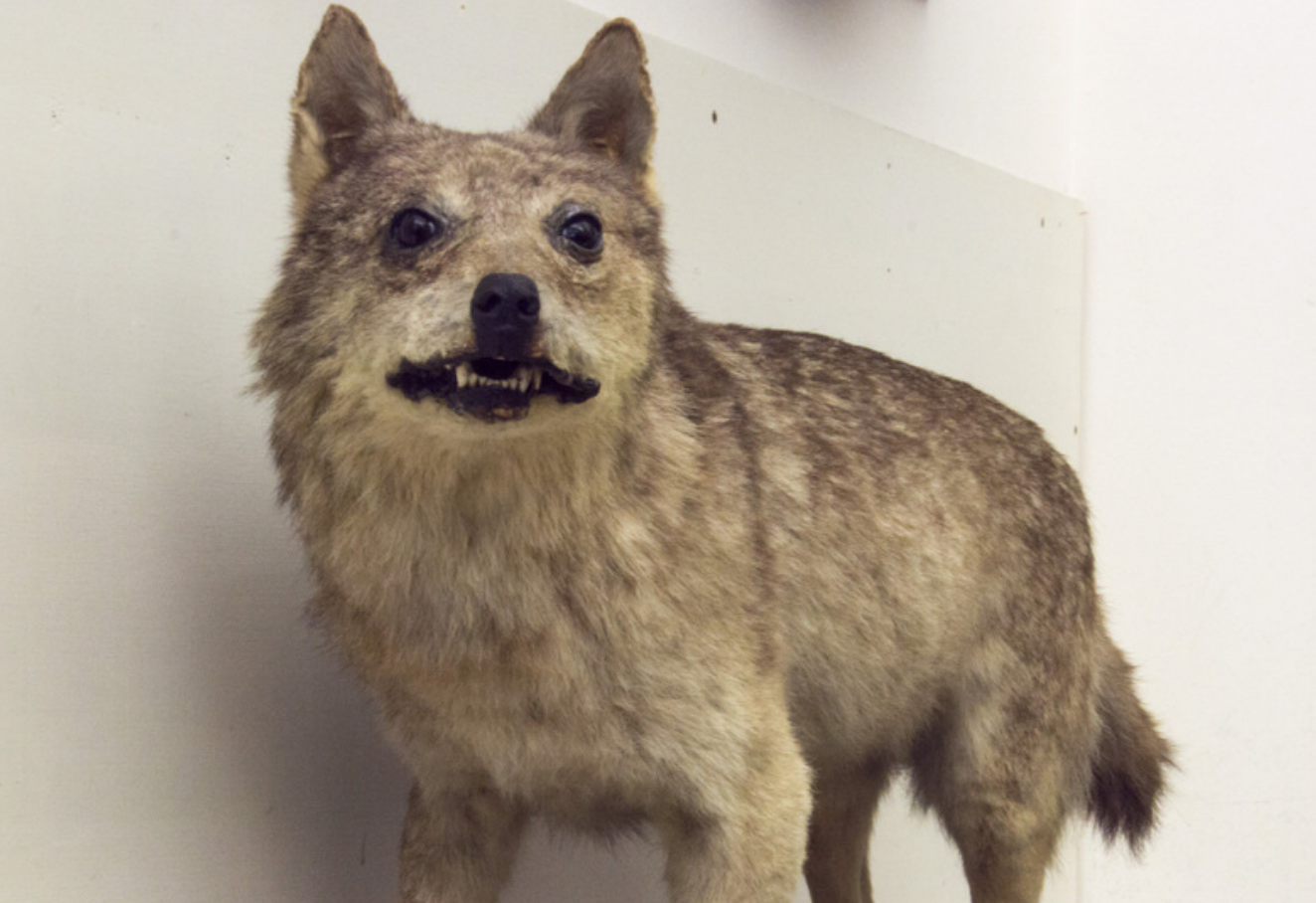
Esemplare imbalsamato nel museo di zoologia Pietro Doderlein

Il lupo siciliano probabilmente colonizzò la Sicilia attraverso un ponte continentale formatosi 21.500-20.000 di anni fa. Il suo declino iniziò durante il tardo periodo normanno, quando si estinsero le sue prede ungulate. Secondo Angelo De Gubernatis, le superstizioni sui lupi erano comuni nella Sicilia dell'Ottocento. Si credeva che la testa di un lupo aumentasse il coraggio di chi lo indossava, mentre nella provincia di Girgenti i bambini indossavano scarpe di pelle di lupo per crescere come adulti forti e battaglieri.
Sempre nell'Ottocento, i lupi furono oggetto di caccia, con ricompense monetarie di 5 ducati per i maschi, 6 per le femmine, 8 per le femmine incinte e 3 per i cuccioli secondo l'articolo 26 del regio regolamento di caccia del 1826, una taglia che fu sospesa alla fine del secolo. Il botanico Francesco Minà Palumbo scrisse inoltre di esemplari anomali con pellicce biancastre o quasi nere, orecchie pendenti, peli lanuginosi e code sfioccate, tratti che egli ipotizzò fossero il risultato d'ibridazione con i cani.
Viene generalmente accettato che l'ultimo esemplare sia stato abbattuto nel 1924 presso Bellolampo, sebbene ci siano ulteriori segnalazioni fra il 1935 e il 1938, tutte nelle vicinanze di Palermo. Altri possibili avvistamenti si segnalarono nel periodo tra il 1960 e il 1970.

## Classificazione e Analisi genetiche
Nel 2018 l'esame morfologico di un esemplare imbalsamato e il suo cranio (in seguito utilizzati come olotipo) custoditi nel Museo di Storia Naturale di Firenze e di altri tre esemplari (Museo di zoologia "Pietro Doderlein", Palermo, Museo regionale di Terrasini e Museo Civico Baldassare Romano, Termini Imerese) rivelò le peculiarità morfologiche del lupo siciliano. 
Successivamente, il primo studio genetico basato sul DNA mitocondriale di questi campioni museali pubblicato nel 2019 dimostrò che questo lupo era geneticamente simile al lupo italiano e del tardo Pleistocene ma possedeva un aplotipo unico e diverso da quello del lupo appenninico.
Infine, nel 2023, il primo studio genomico su esemplari museali ha confermato la vicinanza del lupo siciliano ai lupi italiani moderni, presentando tuttavia anche una certa componente genetica proveniente da cani antichi risalenti all'Età del rame e del bronzo. La popolazione Siciliana ha anche mostrato un'elevata consanguineità e una bassa diversità genetica, probabilmente dovuta al lungo isolamento, con fino al 50% del genoma in omozigosi. Inoltre, questo studio suggerisce che i lupi siciliani e italiani condividessero un antenato comune che si era già differenziato da altri lignaggi di lupo europeo tra i 25.000 e i 17.000 anni fa, fornendo un raggio temporale inferiore per la suddivisione delle popolazioni di lupo moderne. Mentre precedenti studi mitocondriali li collegavano ai lupi siberiani del Pleistocene, le analisi genomiche mostrano che il lupo siciliano non era strettamente imparentato con quelle popolazioni siberiane antiche.